# Hyles malgassica
Hyles malgassica är en fjärilsart som beskrevs av Denso. 1944. Hyles malgassica ingår i släktet Hyles och familjen svärmare. Inga underarter finns listade i Catalogue of Life.